# Fabio Fognini
Fabio Fognini (Sanremo, 24 maggio 1987) è un ex tennista italiano.
I suoi migliori ranking ATP sono stati il 9º posto in singolare nel luglio del 2019 e il 7º in doppio raggiunto nel luglio del 2015, che ne fanno l'unico giocatore italiano presente nella top 10 di entrambe le specialità dall'introduzione della classifica computerizzata. È stato presente nella top 100 per 822 settimane, di cui 708 consecutive, nonché per 17 stagioni, di cui 16 consecutive.
Miglior giocatore italiano in singolare per 292 settimane e complessivamente per cinque stagioni, è uno specialista della terra rossa, superficie su cui ha conquistato otto dei suoi nove titoli del circuito maggiore, tra cui spicca il Masters 1000 di Monte Carlo nel 2019, unico successo italiano nel Principato nell'era Open. Il suo miglior risultato ottenuto in singolare nei tornei del Grande Slam sono i quarti di finale al Roland Garros nel 2011.
In doppio ha vinto otto tornei ATP tra cui gli Australian Open nel 2015 insieme a Simone Bolelli, unico successo di una coppia italiana in un torneo maschile del Grande Slam nell'era Open, nonché il primo della storia del tennis italiano conseguito su una superficie diversa dalla terra rossa.

## Biografia
Figlio di Silvana e Fulvio, che è stato determinante per la sua crescita tennistica, è nato nel comune di Sanremo ed è cresciuto ad Arma di Taggia.
L'11 giugno 2016 si è sposato con l'ex tennista Flavia Pennetta, già numero 6 della classifica mondiale e vincitrice degli US Open 2015. In seguito Fognini e la moglie si sono trasferiti a Barcellona, dove il 19 maggio 2017 è nato il loro primo figlio, Federico, così chiamato in memoria del tennista Federico Luzzi, morto nel 2008 a 28 anni. Il 23 dicembre 2019 è nata la seconda figlia, Farah, e il 19 novembre 2021 la terza figlia, Flaminia.

## Carriera

### Juniores
Inizia a giocare a tennis ad Arma di Taggia; il suo primo coach è Angelo Rodi e a otto anni passa sotto la guida di Massimiliano Conti. Vince i campionati italiani Under 14 sia in singolare che in doppio; agli Europei Under 14 di Sanremo viene sconfitto agli ottavi dal coetaneo Novak Đoković. A 14 anni opta definitivamente per la carriera tennistica, scartando il calcio, sua seconda passione. A partire dal 2000 viene allenato da Leonardo Caperchi.
Nel marzo del 2003 vince il torneo ITF Under 18 di Sidi Fredj. Al Torneo Avvenire del 2003 perde nei quarti da Juan Martín del Potro, futuro vincitore del torneo, dopo aver servito per il match nel terzo set. Nel luglio 2003 vince i campionati europei Under 16 disputati a Vienna sconfiggendo in finale Aleksandr Krasnorutskij. Nell'aprile 2004 si aggiudica un torneo di Grade 1 e a maggio raggiunge l'8ª posizione nel ranking mondiale juniores.

### 2002-2006: inizi da professionista
Fa la sua prima apparizione tra i professionisti nel 2002 con una sconfitta nel circuito ITF nel torneo Futures Italy F5. Disputa altri sporadici tornei e nel 2004 vince i suoi primi match da professionista al Futures Italy F6 spingendosi fino ai quarti di finale. Nel maggio del 2004 fa il suo debutto nel circuito Challenger al torneo di Torino, ottiene la sua prima vittoria e viene eliminato al secondo da Andreas Seppi. A febbraio 2005 conquista il primo titolo da professionista al Futures Spain F1. Sconfitto in finale all'Italy F3, ad aprile vince il Futures Italy F9. Ad aprile fa la sua prima esperienza nel circuito ATP perdendo nelle qualificazioni degli Internazionali d'Italia. Un infortunio lo tiene fermo per quasi quattro mesi, torna alle gare in settembre e supera le qualificazioni al torneo ATP di Palermo; al suo esordio nel tabellone principale di un torneo ATP viene sconfitto da Daniel Elsner.
Nel 2006 è impegnato in prevalenza nei tornei Challenger, ottenendo pochi successi. Agli Internazionali d'Italia supera nelle qualificazioni Răzvan Sabău e il nº 68 del mondo Novak Đoković; al suo esordio nel tabellone principale di un torneo Masters viene battuto da Thomas Johansson. In luglio supera le qualificazioni al torneo ATP di Amersfoort e ottiene il primo successo nel circuito maggiore sconfiggendo Juan Pablo Guzmán, per poi essere eliminato al secondo turno dall'ex nº 1 del mondo Carlos Moyá. Ad agosto fa la sua prima apparizione in un torneo del Grande Slam nelle qualificazioni degli US Open, ed esce al primo turno per mano del tedesco Benjamin Becker. A settembre ottiene il secondo successo ATP a Palermo eliminando Juan Antonio Marín prima di arrendersi a Nicolás Lapentti.

### 2007: Vittoria su Murray e Top 100

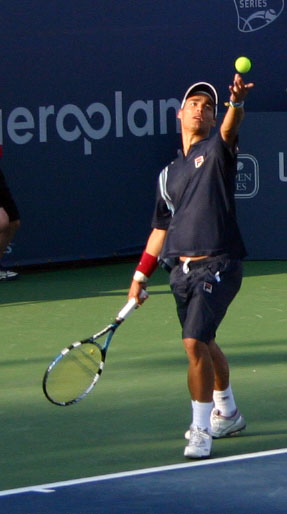
Fognini al Canada Masters 2007

Sconfitto nelle qualificazioni degli Australian Open, a Santiago raggiunge la prima finale a livello Challenger. Supera le qualificazioni dell'ATP di Barcellona, dove viene eliminato al primo turno. Esce nelle qualificazioni agli Internazionali d'Italia, a maggio interrompe il rapporto con l'allenatore Caperchi e si trasferisce all'accademia di Vilarò e Roig a Barcellona, sotto la guida di Oscar Serrano. Raggiunge la finale al Challenger di Sanremo.
Alla sua prima esperienza al Roland Garros, supera le qualificazioni e debutta nel tabellone principale di una prova del Grande Slam, dove viene battuto al primo turno. Al torneo di Kitzbühel si spinge per la prima volta al terzo turno in un torneo ATP e viene sconfitto da Andreas Seppi. A Montréal consegue la prima vittoria in un Masters 1000, elimina poi a sorpresa il nº 14 ATP Andy Murray, prima di venire eliminato dal nº 1 al mondo Roger Federer. Sconfitto nelle qualificazioni degli US Open e al primo turno a Mumbai, con la semifinale raggiunta in novembre all'Asunción Challenger entra per la prima volta nella top 100 del ranking, in 94ª posizione.

### 2008: Primo titolo Challenger e prime semifinali ATP
Inaugura il 2008 con l'eliminazione al primo turno agli Australian Open. Raggiunge per la prima volta i quarti di finale a Viña del Mar, mentre, la settimana seguente, disputa a Costa do Sauipe la sua prima semifinale ATP. Esce di scena al secondo turno sia a Buenos Aires, sia al Masters 1000 di Indian Wells e ad aprile sale al 71º posto mondiale. Un infortunio al polso lo tiene fuori dalle gare per quasi tre mesi: salta gli Internazionali d'Italia e il Roland Garros e retrocede alla 103ª posizione del ranking. Al torneo ATP di Varsavia perde in semifinale contro il nº 4 del mondo Nikolaj Davydenko. In giugno fa il suo debutto assoluto a Wimbledon e viene sconfitto al primo turno da Marat Safin.
Il 6 luglio conquista a Torino il suo primo titolo Challenger battendo in finale Diego Junqueira. Al torneo ATP di Umago viene sconfitto in semifinale, mentre ad agosto perde al primo turno degli US Open. A Genova conquista il secondo titolo Challenger. Il 19 settembre fa il suo esordio in Coppa Davis nella sfida vinta contro la Lettonia; nel primo singolare è sconfitto da Ernests Gulbis e a punteggio acquisito si impone su Andis Juška. Sconfitto da Gaël Monfils al primo turno del Masters 1000 di Madrid, salta gli ultimi incontri dell'annata per un infortunio al ginocchio che lo costringe a sottoporsi a un intervento chirurgico e chiude la stagione all'88ª posizione del ranking.

### 2009-2010: top 60, prima vittoria contro un top 10

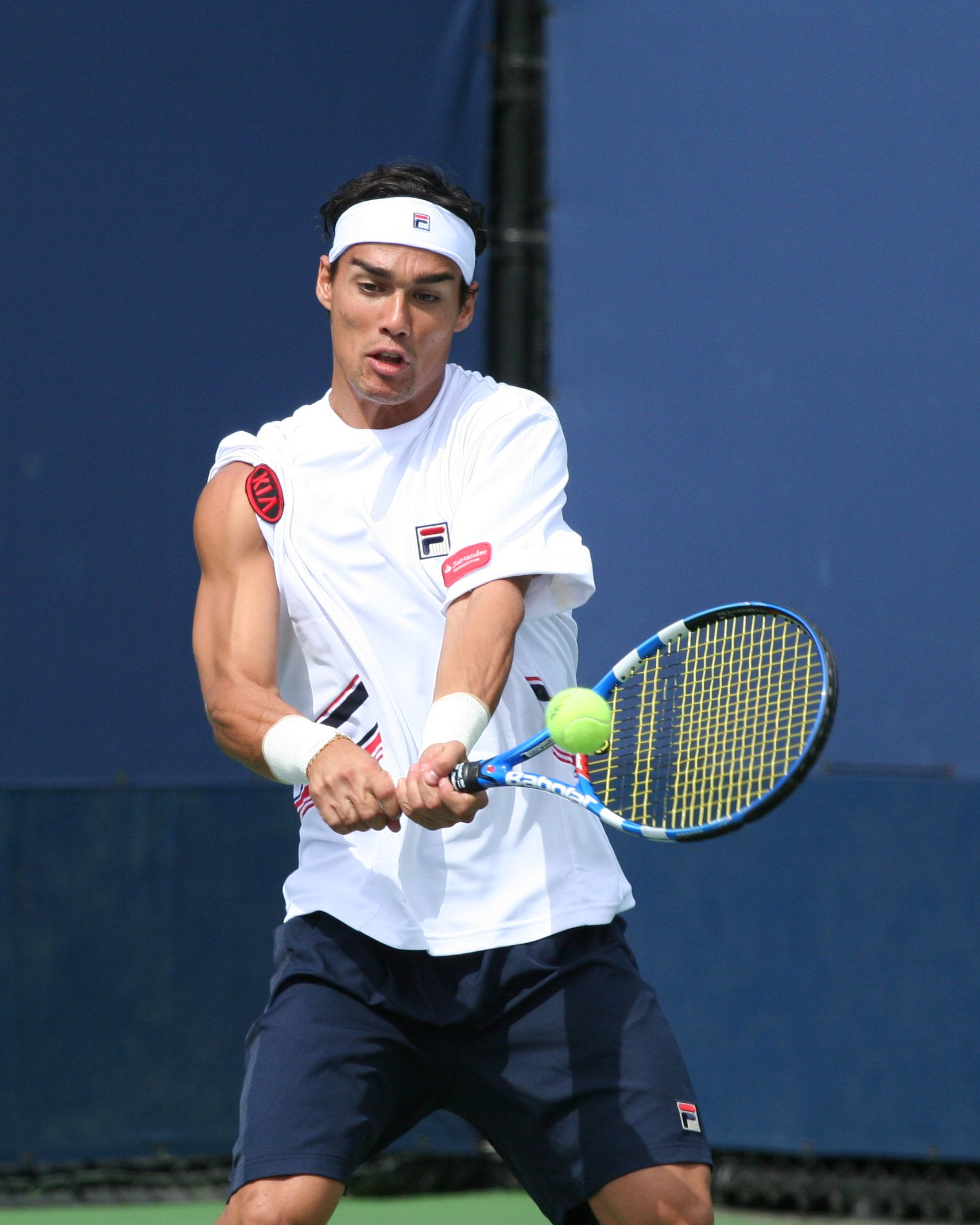
Fognini agli US Open 2009

Agli Australian Open vince il suo primo match in un torneo del Grande Slam. In marzo, con le due vittorie contro la Slovacchia in Coppa Davis, contribuisce al successo dell'Italia per 4–1. A Monte-Carlo raggiunge gli ottavi di finale; vince la sua prima partita al Masters 1000 di Roma, mentre a Madrid e al Roland Garros viene eliminato al primo turno. Sconfitto all'esordio nei tornei del Queen's e di Eastbourne, a Wimbledon esce al secondo turno. In luglio si aggiudica il Challenger di San Benedetto del Tronto, mentre la settimana successiva, al torneo ATP di Stoccarda raggiunge le semifinali. Sconfitto al secondo turno sia ad Amburgo che ad Umago, sul cemento americano di New Haven e degli US Open non supera il primo turno. Viene nuovamente schierato in una partita di Coppa Davis, vincendo, nella sfida persa contro la Svizzera (a risultato già acquisito). Conclude la stagione senza ottenere altri risultati di rilievo al 54º posto del ranking.

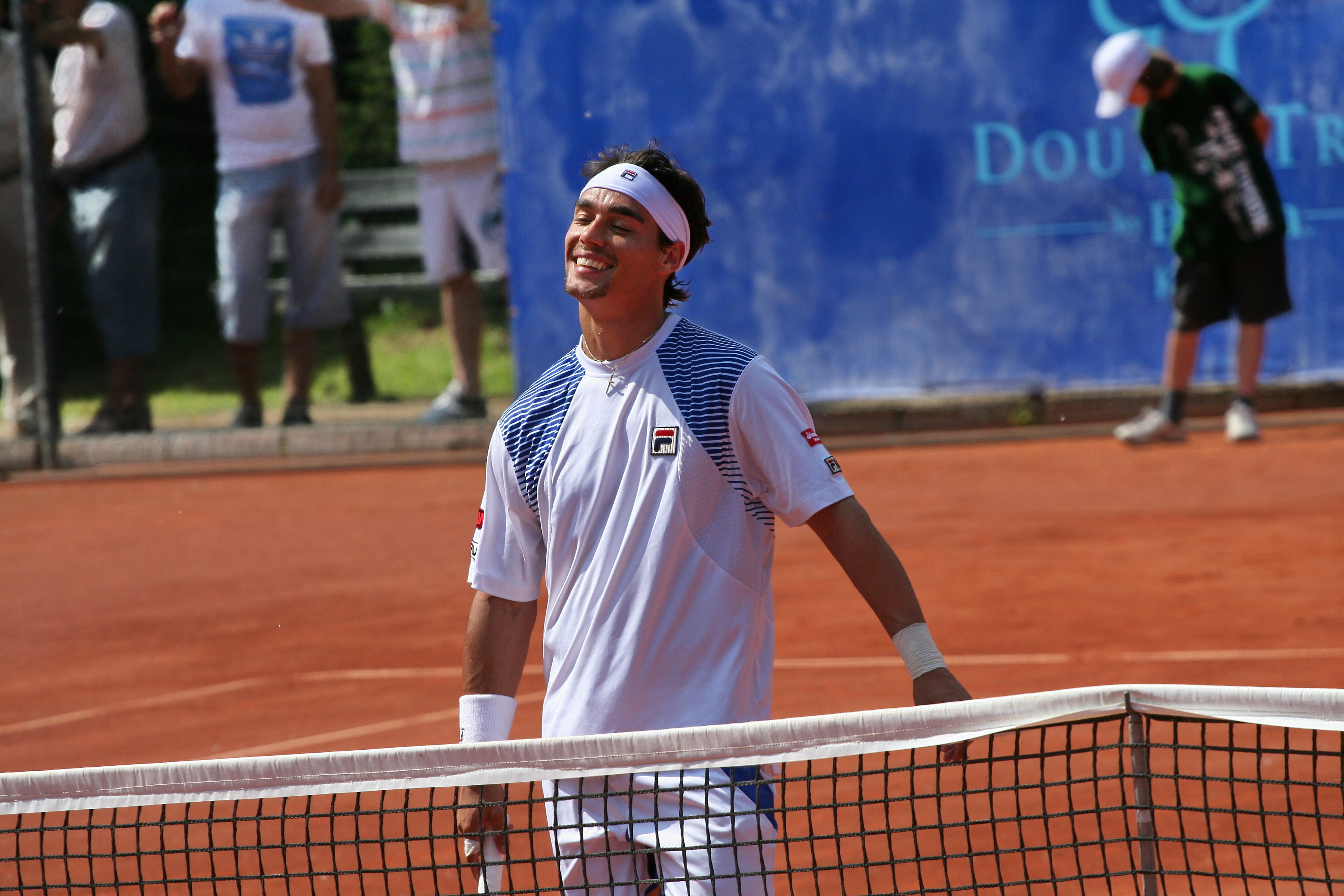
Fognini al Košice Open 2010

Avvia il 2010 con tre sconfitte consecutive nei primi tornei della stagione, compresi gli Australian Open, e torna alla vittoria a Costa do Sauipe, dove raggiunge i quarti di finale. Nella sfida di Coppa Davis tra Italia e Bielorussia si impone su Aljaksandr Bury. Viene eliminato al secondo turno nel Masters 1000 di Indian Wells, mentre nei successivi sette tornei vince un solo incontro a Belgrado. Al Roland Garros, dopo aver vinto i primi due match al quinto, si arrende a Stan Wawrinka al terzo. A Wimbledon, sconfiggendo Verdasco, ottiene la sua prima vittoria contro un top 10; viene poi eliminato nei sedicesimi di finale. A Båstad raggiunge il secondo turno, mentre la settimana successiva ad Amburgo viene sconfitto al terzo. In America, ottiene una sola vittoria a Toronto, venendo poi sconfitto al primo turno degli U.S. Open; vince quindi il Genoa Open Challenger. Nella sfida di Coppa Davis persa 2–3 contro la Svezia a Lidköping, perde il primo singolare, vincendo il secondo a risultato acquisito dagli svedesi. Sconfitto al primo turno a Bucarest, Fognini annuncia la separazione dal coach Oscar Serrano. Vince quindi i Challenger di Napoli e di Santiago. Sconfitto al primo turno all'ATP di San Pietroburgo e al secondo del Paris Masters, conclude la stagione al 55º posto del ranking ATP.

### 2011: quarti di finale al Roland Garros e primo titolo ATP in doppio
Con il nuovo coach argentino Pablo Martin, raccoglie solo sconfitte al primo turno nei primi tornei stagionali, tra cui gli Australian Open. A Santiago del Cile sconfigge nell'ordine Łukasz Kubot, Albert Ramos Viñolas e Thomaz Bellucci, prima di cedere in semifinale a Tommy Robredo. Ad Acapulco esce al secondo turno contro Stan Wawrinka e viene sconfitto all'esordio nei Masters di Indian Wells e Miami. A Casablanca supera Gerard Granollers Pujol e Blaž Kavčič, contro il quale si era trovato in svantaggio 1–6, 1–5, e nei quarti viene sconfitto da Albert Montañés. A Monte Carlo supera Kevin Anderson e perde al secondo turno con Viktor Troicki. Costretto al ritiro al primo turno a Barcellona, esce al turno di esordio anche agli Internazionali d'Italia e a Nizza. Al Roland Garros supera Denis Istomin, Stéphane Robert e Guillermo García López, accedendo per la prima volta agli ottavi in un torneo del Grande Slam. Batte quindi per 11–9 al quinto set Albert Montañés dopo aver salvato 4 match-point e il giorno successivo annuncia il ritiro dal torneo per infortunio. Il risultato di Parigi gli consente di salire alla 35ª posizione della classifica mondiale, diventando il nuovo nº 1 italiano. L'infortunio lo costringe a saltare il torneo di Wimbledon.
Nella sfida di Coppa Davis vinta 5–0 contro la Slovenia si aggiudica entrambi i singolari contro Grega Žemlja e Aljaž Bedene e nei successivi tornei di Stoccarda e di Amburgo viene eliminato al secondo turno. A Umago batte nell'ordine Rui Machado, Olivier Rochus e Potito Starace e perde la semifinale con Marin Čilić. Nel torneo di doppio conquista in coppia con Bolelli il suo primo titolo ATP in carriera. A Cincinnati supera all'esordio Troicki e al turno successivo viene sconfitto da James Blake. Vince quindi per la prima volta in carriera un incontro agli US Open sconfiggendo in quattro set Horacio Zeballos e al secondo turno il nº 9 del ranking Tomáš Berdych gli lascia soltanto cinque giochi. Nella sfida di Coppa Davis vinta contro il Cile sconfigge l'ex n. 5 del mondo Fernando González e in doppio con Simone Bolelli la coppia Aguilar / Massú contribuendo alla promozione dell'Italia nel Gruppo Mondiale. Nei successivi tre tornei vince un solo incontro, subito dopo annuncia la separazione da Pablo Martin e di concludere la stagione senza allenatore. A Vienna sconfigge Tommy Robredo e viene eliminato al secondo turno da Xavier Malisse. Esce al secondo turno anche a Valencia e al primo turno a Parigi-Bercy. In quei giorni giunge la notizia dell'ingaggio di Josè Perlas come nuovo coach. A fine anno si trova al 48º posto della classifica mondiale.

### 2012: prime finali ATP in singolare

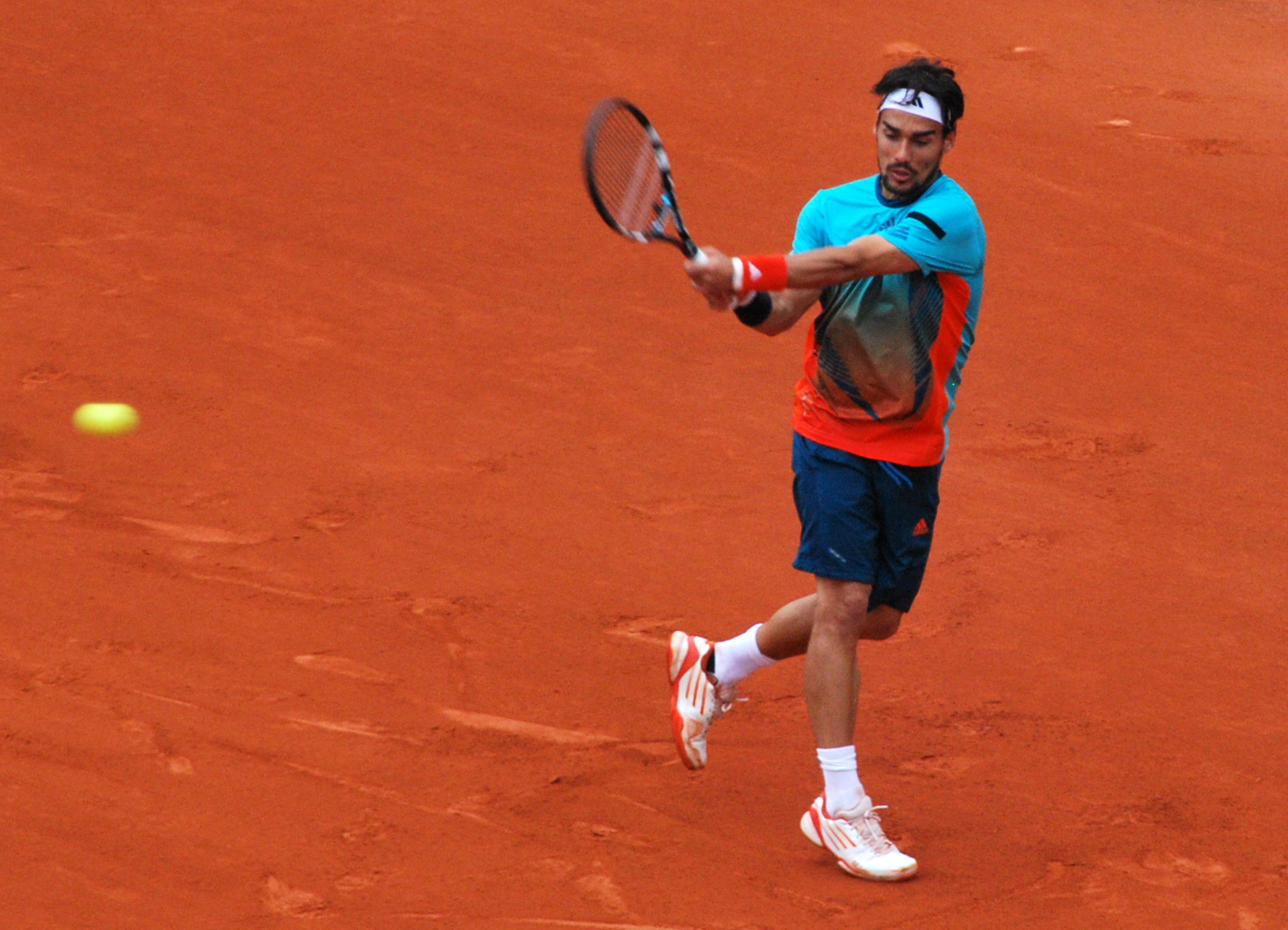
Fognini al Roland Garros 2012

All'esordio stagionale a Chennai viene battuto al primo turno da Dudi Sela per 0–6, 1–6. A Sydney cede al secondo turno a Richard Gasquet ed esce al primo turno anche agli Australian Open. Un infortunio al piede lo tiene fuori dalle gare per oltre due mesi, torna in campo ed esce al primo turno a Casablanca. La settimana successiva a Monte Carlo supera Michaël Llodra e al secondo turno viene battuto da Robin Haase. A Bucarest supera i primi due turni contro Joao Souza e Marcos Baghdatis. Nei quarti ottiene il suo primo successo in un torneo ATP contro Andreas Seppi, superato in 3 set. In semifinale lascia soltanto quattro giochi a Attila Balázs e alla sua prima finale nel circuito maggiore perde contro Gilles Simon per 4–6, 3–6. A Madrid subisce la quinta sconfitta in altrettante sfide contro Gilles Simon. Esce poi al secondo turno degli Internazionali d'Italia e al primo a Nizza. Al Roland Garros elimina Adrian Mannarino e Viktor Troicki, e al terzo turno soccombe al nº 5 del mondo Jo-Wilfried Tsonga. A Eastbourne elimina Albert Ramos Viñolas e Bernard Tomić e viene sconfitto nei quarti da Andy Roddick, futuro vincitore del torneo.
A Wimbledon ha la meglio al primo turno su Michaël Llodra prima di essere battuto da Federer. Fa il suo esordio olimpico ai Giochi di Londra e cede in tre set al nº 2 del mondo Novak Đoković. Esce al secondo turno a Toronto e al primo a Cincinnati. Agli US Open vince dopo essere stato in svantaggio di due set contro Édouard Roger-Vasselin, al secondo turno supera Guillermo García López e al terzo viene eliminato da Andy Roddick, al suo ultimo torneo in carriera. Nello spareggio di coppa Davis vinto dall'Italia sul Cile per 4–1, batte in cinque set Paul Capdeville. A San Pietroburgo batte in sequenza Tobias Kamke, Serhij Stachovs'kyj, Roberto Bautista Agut e Gimeno Traver, e alla sua prima finale ATP sul cemento viene sconfitto da Martin Kližan per 2–6, 3–6. Il risultato gli consente di rientrare nella top 50, in 47ª posizione. Nonostante le quattro sconfitte al primo turno negli ultimi tornei stagionali, chiude il 2012 al 45º posto in classifica.

### 2013: due titoli ATP consecutivi e top 20

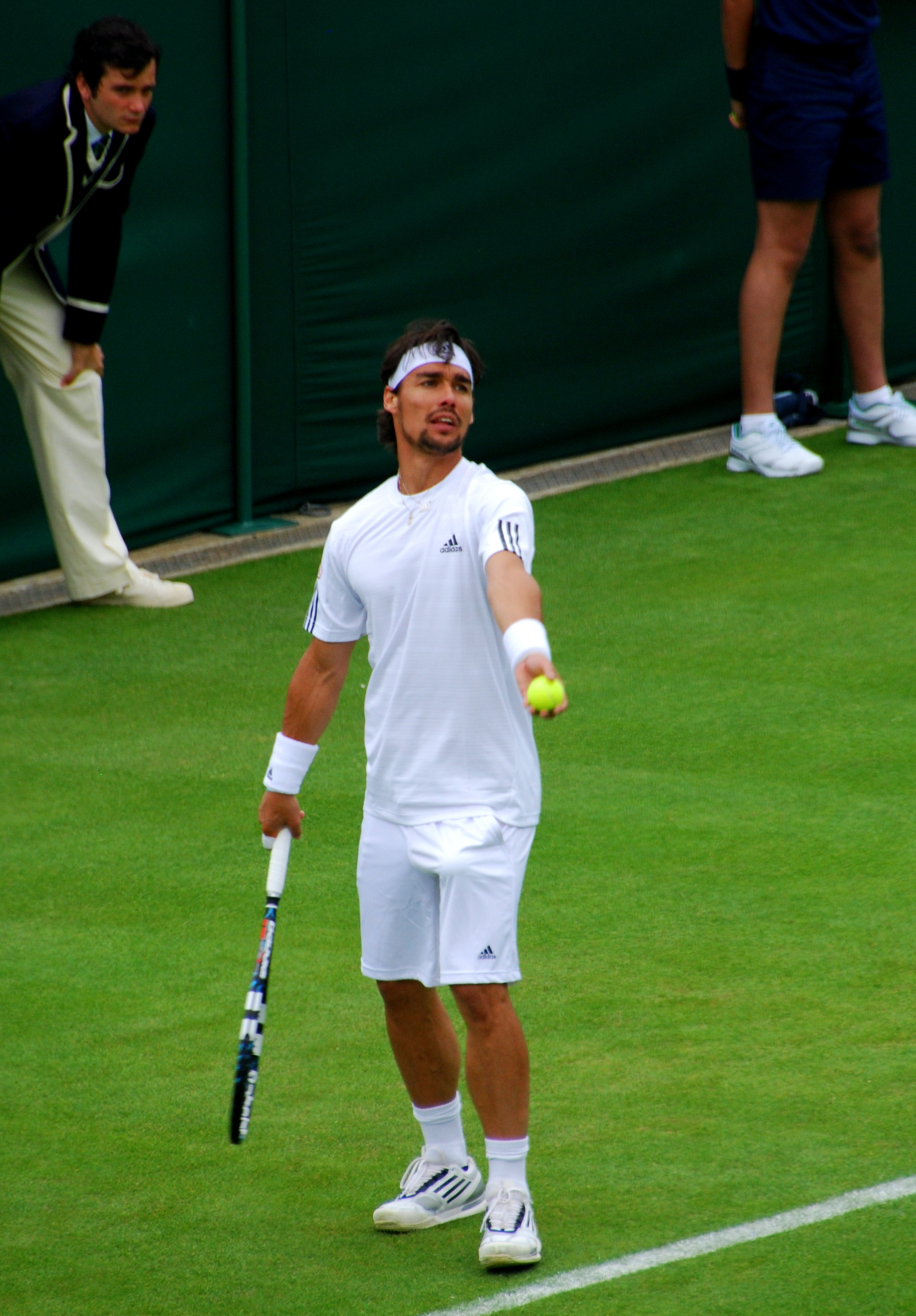
Fognini al Torneo di Wimbledon 2013

Sconfitto al primo turno a Doha, supera Grigor Dimitrov a Sydney e al terzo turno viene estromesso da Granollers. Agli Australian Open viene subito sconfitto da Roberto Bautista Agut mentre in doppio, in coppia con Bolelli, perde in semifinale contro i fratelli Bryan, futuri vincitori del torneo. In Coppa Davis l'Italia supera 3–2 la Croazia a Torino e Fognini contribuisce vincendo con Bolelli il doppio contro Marin Čilić / Ivan Dodig e supera in quattro set Dodig nell'incontro decisivo. Eliminato all'esordio a San Paolo, nel successivo torneo di Buenos Aires supera Guillermo García López e Marco Trungelliti e perde nei quarti contro il nº 4 ATP David Ferrer. Ad Acapulco raggiunge la prima semifinale in un torneo ATP 500 grazie ai successi contro Stan Wawrinka, Aljaž Bedene e Santiago Giraldo, e in semifinale perde nuovamente con Ferrer. A Indian Wells batte nuovamente Bedene e viene sconfitto al secondo turno dal nº 1 del mondo Novak Đoković. Raggiunge il terzo turno a Miami e perde per la terza volta in un mese contro David Ferrer, a fine torneo sale per la prima volta al 31º posto del ranking. Nella sfida persa 3–1 contro il Canada in Coppa Davis Fognini perde in singolare contro Milos Raonic e il doppio in coppia con Daniele Bracciali.
A Monte Carlo elimina Seppi, Albert Ramos Viñolas e al terzo turno il nº 6 del mondo Tomáš Berdych per 6–4, 6–2, conseguendo la seconda vittoria in carriera su un top 10. Si ripete battendo nei quarti il nº 9 ATP Richard Gasquet e alla sua prima semifinale in un Masters 1000 viene sconfitto da Novak Đoković per 6–2, 6–1, risultato con cui sale al 24º posto della classifica mondiale. All'Estoril elimina Paolo Lorenzi e perde al secondo turno con Pablo Carreño Busta. Sconfitto al turno di esordio a Madrid, agli Internazionali d'Italia supera Andreas Seppi e al secondo turno affronta per la prima volta in carriera Rafael Nadal, che lo sconfigge con il punteggio di 6–1, 6–3. A Nizza viene sconfitto al secondo turno da Gaël Monfils, mentre al Roland Garros batte Andreas Beck e Lukáš Rosol, prima di perdere nuovamente con Rafael Nadal. Sull'erba di Eastbourne supera Grega Žemlja e Martin Kližan e viene eliminato da Ivan Dodig. A Wimbledon esce subito di scena per mano di Jürgen Melzer.
A Stoccarda non perde alcun set contro Alexander Ward, Leonardo Mayer e la testa di serie nº 1 Tommy Haas, sconfitto per 6–4, 6–2. In semifinale ha la meglio su Roberto Bautista Agut e il 14 luglio vince il suo primo titolo ATP battendo Philipp Kohlschreiber con il punteggio di 5–7, 6–4, 6–4. La settimana successiva non perde alcun set anche nei primi turni dell'ATP 500 di Amburgo contro Albert Ramos Viñolas, Marcel Granollers, Tommy Haas e in semifinale contro il nº 3 del seeding Nicolás Almagro. In finale sconfigge Federico Delbonis con il punteggio di 4–6, 7–6, 6–2, annullando tre match-point nel tie-break del secondo set, e grazie a questi due trionfi sale alla 19ª posizione del ranking. A Umago supera Thiemo de Bakker, Martin Klizan e Gaël Monfils; alla sua terza finale consecutiva viene sconfitto in due set da Tommy Robredo, che interrompe una serie di 13 vittorie consecutive. Il risultato consente a Fognini di diventare il 16º del ranking.
Eliminato al secondo turno a Montréal e al turno di esordio a Cincinnati e agli US Open, a settembre a San Pietroburgo è per la prima volta accreditato della testa di serie nº 1 in un torneo ATP, ma viene sconfitto al secondo turno da Michał Przysiężny. A Pechino batte Tommy Robredo e Lleyton Hewitt e nei quarti viene sconfitto in rimonta dal nº 2 del mondo Rafael Nadal. Al Masters 1000 di Shanghai supera Paolo Lorenzi e Tommy Robredo ed esce di nuovo ai quarti, questa volta contro il nº 2 del mondo Đoković. A Vienna viene eliminato da Robin Haase dopo aver sconfitto Lukasz Kubot. A Valencia supera Martin Klizan, al secondo turno Marcel Granollers e nei quarti viene superato da Nicolás Almagro. Eliminato al primo turno a Parigi-Bercy, chiude il 2013 al 16º posto del ranking ATP.

### 2014: terzo titolo ATP e semifinale in Coppa Davis

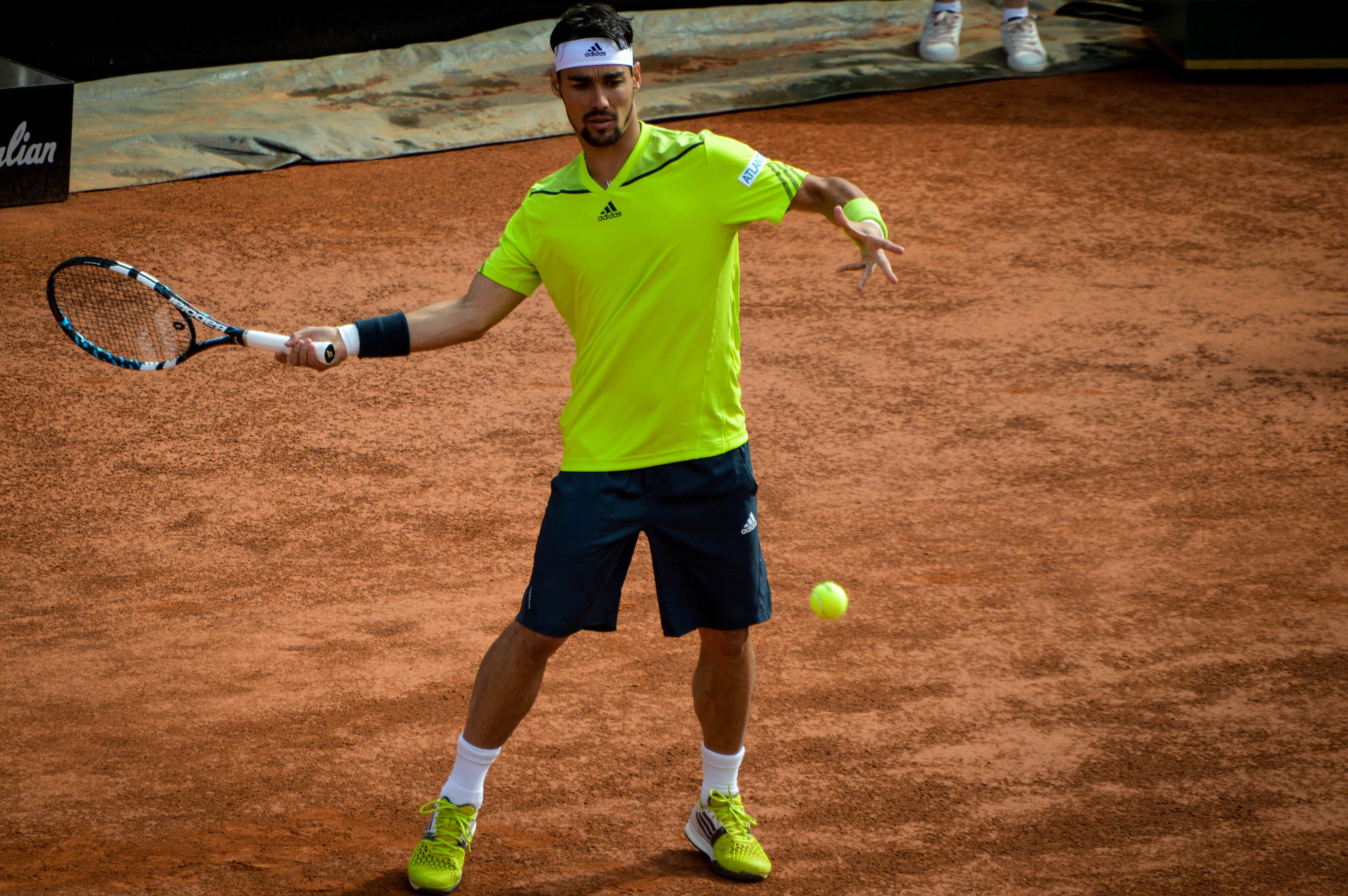
Fognini agli Internazionali d'Italia 2014

Costretto al ritiro all'esordio stagionale a Chennai, agli Australian Open giunge per la prima volta agli ottavi di finale superando nell'ordine Alex Bogomolov Jr., Jarkko Nieminen e Sam Querrey. Viene eliminato da Novak Đoković che gli concede quattro soli giochi. Nella sfida di Coppa Davis in cui l'Italia supera 3–1 l'Argentina, Fognini ha la meglio nel primo singolare su Juan Mónaco, in doppio con Bolelli sconfigge Eduardo Schwank / Horacio Zeballos e conquista il punto decisivo battendo Carlos Berlocq. A Viña del Mar supera Bedene, nei quarti Jérémy Chardy e in semifinale ha la meglio su Nicolás Almagro. In finale trionfa su Leonardo Mayer per 6–2 6–4, conquistando il suo terzo titolo in carriera, grazie al quale sale per la prima volta alla 14ª posizione del ranking. Subito dopo raggiunge la finale anche a Buenos Aires, dove supera in semifinale Tommy Robredo e perde con David Ferrer in 2 set. Conclude la tournée sudamericana a Rio de Janeiro perdendo il quarto di finale contro Aleksandr Dolhopolov. A marzo raggiunge gli ottavi di finale in entrambi i Masters 1000 di Indian Wells e Miami; nel primo supera Ryan Harrison e Gaël Monfils prima di cedere a Dolhopolov. A Miami elimina Lukáš Lacko e Roberto Bautista Agut, e contro Rafael Nadal rimedia la quarta sconfitta in altrettanti incontri diretti. Il 31 marzo porta il best ranking alla 13ª posizione.
Nella sfida vinta 3–2 contro la Gran Bretagna valida per i quarti di finale di Coppa Davis, che riporta l'Italia alle semifinali del torneo per la prima volta dall'edizione del 1998, si aggiudica il primo singolare su James Ward ma perde il doppio con Bolelli contro la coppia Colin Fleming / Andy Murray. Con i britannici avanti 2–1, Fognini batte Andy Murray, campione in carica a Wimbledon e nº 8 del ranking, in quella che viene definita la sua migliore partita da inizio carriera. La vittoria di Seppi su Ward assicura agli "azzurri" il passaggio del turno. A Monte Carlo supera João Sousa e Bautista Agut e viene eliminato da Jo-Wilfried Tsonga. Nell'occasione il tennista italiano si rende protagonista di turpiloquio, inveendo per la frustrazione contro il proprio box. A Monaco di Baviera elimina nell'ordine Dustin Brown, Thomaz Bellucci e in semifinale Jan–Lennard Struff; in finale viene sconfitto da Martin Kližan. Sconfitto al primo turno a Madrid e Roma, torna al successo eliminando nei primi turni del Roland Garros Andreas Beck e Thomaz Bellucci prima di essere sconfitto in cinque set da Gaël Monfils. A Wimbledon supera Alex Kuznetsov in rimonta e Tim Pütz per poi essere eliminato da Kevin Anderson. Viene multato per 27.500 $ per aver litigato durante il primo match con il giudice di sedia e con il supervisor intervenuto per calmarlo.
Non difende i titoli vinti l'anno prima a Stoccarda, dove esce in semifinale contro Roberto Bautista Agut, e ad Amburgo, nel quale perde al primo turno da Filip Krajinović. Durante l'incontro apostrofa l'avversario con un insulto di stampo razziale, per il quale si scuserà poi pubblicamente. A Umago perde in semifinale contro Pablo Cuevas dopo aver eliminato Albert Montanes e Borna Ćorić. A Toronto batte Michail Južnyj e viene sconfitto al secondo turno da Kevin Anderson. A Cincinnati si spinge per la prima volta ai quarti di finale di un torneo Masters 1000 sul cemento eliminando Edouard Roger Vasselin, Lleyton Hewitt e Yen Hsun-Lu prima di perdere 0–6, 1–6 contro il nº 7 del mondo Milos Raonic. Agli US Open esce di scena al secondo contro Adrian Mannarino. Nella semifinale di Coppa Davis contro la Svizzera perde contro Stan Wawrinka, il giorno successivo vince il doppio con Bolelli e nella giornata conclusiva, con la Svizzera in vantaggio 2–1, perde in tre set contro Roger Federer, decretando l'eliminazione dell'Italia. Negli ultimi tornei stagionali vince solo un incontro a Valencia e chiude l'annata al 20º posto del ranking.

### 2015: vittoria agli Australian Open e top 10 in doppio e vittoria su Nadal agli Us Open

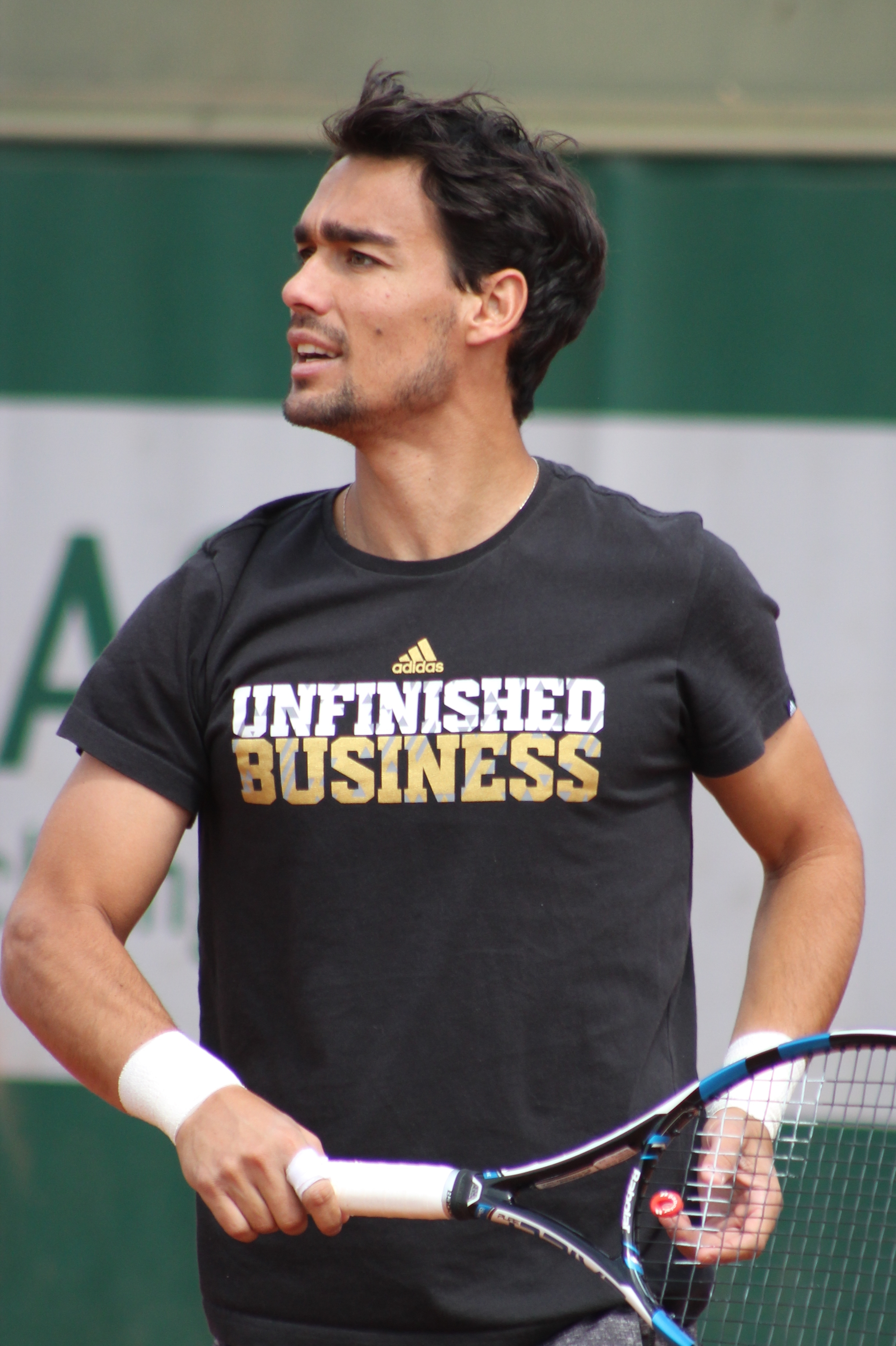
Fognini al Roland Garros 2015

Eliminato all'esordio a Sydney e agli Australian Open, nella prova di doppio ottiene invece uno storico risultato con Bolelli sconfiggendo in finale per 6–4, 6–4 Nicolas Mahut e Pierre-Hugues Herbert. È il primo titolo del Grande Slam conquistato da una coppia italiana nell'era Open e il primo dopo la vittoria al Roland Garros del 1959 di Nicola Pietrangeli e Orlando Sirola. Con questa vittoria migliora il best ranking in doppio raggiungendo la 18ª posizione. A San Paolo perde nei quarti di finale contro Santiago Giraldo e a Rio de Janeiro raggiunge la finale eliminando in successione Jiří Veselý, Pablo Andújar e Federico Delbonis. In semifinale, dopo quattro sconfitte in altrettanti precedenti, supera per la prima volta in carriera il nº 3 del mondo Rafael Nadal, con il punteggio di 1–6, 6–2, 7–5. In finale viene sconfitto per l'ottava volta consecutiva da David Ferrer, che lo batte 6–2, 7–5. Nella sfida di Davis persa 3–2 contro il Kazakistan, Fognini e Bolelli si aggiudicano il doppio contro Oleksandr Nedovjesov / Andrej Golubev e nell'ultima giornata Fognini perde l'incontro decisivo contro Nedovjesov. A Indian Wells viene eliminato all'esordio da Adrian Mannarino; nel torneo di doppio perde la finale in coppia con Bolelli. A Miami esce nuovamente all'esordio per mano di Jack Sock.
A Monte Carlo viene battuto al secondo turno dalla testa di serie nº 9 Dimitrov, in doppio raggiunge la finale con Bolelli e vengono sconfitti da Bob Bryan / Mike Bryan. A Barcellona, dove non era mai andato oltre il primo turno, giunge ai quarti di finale; all'esordio supera Andrej Rublëv, negli ottavi sconfigge per la seconda volta consecutiva Nadal, diventando uno dei sette giocatori ad aver sconfitto più di una volta il campione spagnolo sulla terra rossa. Perde quindi in due set contro Pablo Andújar. Al secondo turno a Monaco di Baviera raccoglie solo 3 giochi contro Dominic Thiem. Agli Internazionali d'Italia batte Steve Johnson e Dimitrov, raggiungendo per la prima volta gli ottavi, e perde contro Tomáš Berdych al tie-break del set decisivo. Al Roland Garros perde al secondo turno da Benoît Paire; nel torneo di doppio si spinge fino alla semifinale in coppia con Bolelli e perdono di nuovo contro i gemelli Bryan. A fine torneo sale al 9º posto della classifica mondiale e Bolelli al 10º, diventando i primi italiani a entrare nella top 10 di doppio. A Wimbledon non va oltre il secondo turno successivo. Il 20 luglio sale alla posizione nº 7 del classifica mondiale ATP di doppio. A Umago supera Jiří Veselý e Damir Džumhur prima di perdere nei quarti contro João Sousa. Ad Amburgo raggiunge la finale e viene sconfitto in 2 set da Nadal. A Kitzbühel esce al secondo turno per mano di Kohlschreiber.
Eliminato al primo turno a Miami e Cincinnati, agli US Open approda per la prima volta agli ottavi di finale; dopo i successi su Steve Johnson e Pablo Cuevas, nel terzo turno si impone sul nº 8 del mondo Nadal in cinque partite rimontando uno svantaggio di due set. Nei tornei del Grande Slam, lo spagnolo non aveva mai perso quando si era trovato in vantaggio per due set a zero. Negli ottavi di finale perde da Feliciano López in tre set. Nel confronto di Coppa Davis con la Russia supera Andrej Rublëv, il giorno successivo vince il doppio in coppia con Bolelli e nella giornata finale si aggiudica il singolare contro Tejmuraz Gabašvili, regalando la salvezza agli "azzurri". A Pechino giunge in semifinale con le vittorie su Klizan, David Goffin e nei quarti su Pablo Cuevas, e viene eliminato da Nadal. A Shanghai, dove in singolare non va oltre il secondo turno, arriva in finale nel doppio con Bolelli, persa contro Raven Klaasen / Marcelo Melo. A Vienna esce nei quarti per mano di David Ferrer, e in doppio raggiunge la semifinale con Bolelli. Si qualificano per le Finali ATP di doppio e vengono eliminati dopo le sconfitte con Jamie Murray / John Peers e con i gemelli Bryan in due partite, raccolgono poi un ininfluente successo contro Rohan Bopanna / Florin Mergea. Era la prima presenza di un doppio azzurro nella storia di questa manifestazione. Fognini chiude la stagione al nº 21 del ranking ATP in singolare e al nº 10 in doppio.

### 2016: quarto titolo ATP
Inizia la stagione a Auckland e dopo le vittorie con João Sousa e Thiemo de Bakker perde nei quarti contro Tsonga. Esce al primo turno agli Australian Open e a Buenos Aires, al successivo torneo di Rio de Janeiro si ritira durante il match di secondo turno accusando dolori addominali. L'infortunio si rivela più grave del previsto e lo costringe a rientrare alle competizioni in aprile, ed esce al primo turno a Monte Carlo. Torna al successo dopo oltre tre mesi a Barcellona eliminando Youzhny e Troicki prima di cedere nei quarti a Nadal. A Monaco supera nell'ordine Maximilian Marterer, Michail Kukuškin, Jozef Kovalík e in semifinale viene sconfitto da Kohlschreiber. A Madrid perde al secondo turno contro Kei Nishikori ed esce all'esordio agli Internazionali d'Italia, a Nizza e al Roland Garros. Dopo il torneo parigino osserva un mese di sosta e sposa Flavia Pennetta. Ritorna alle gare a Wimbledon, supera Delbonis e viene sconfitto da Feliciano López dopo essere stato in vantaggio di due set a zero.
Nella sfida persa 1–3 contro l'Argentina in Coppa Davis vince in singolare contro Juan Mónaco e viene sconfitto in doppio e nel secondo singolare contro Delbonis. A Umago supera Renzo Olivo e nei quarti Damir Džumhur, al quale concede l'unico set perso nel torneo; in semifinale elimina Gastão Elias e vince la finale sconfiggendo Andrej Martin per 6–4 6–1. A Toronto elimina Steve Johnson al primo turno ed esce di scena contro Jared Donaldson. Ai Giochi di Rio de Janeiro supera Víctor Estrella Burgos e Benoît Paire e al terzo turno viene eliminato dalla futura medaglia d'oro Andy Murray dopo essere stato in vantaggio 3–0 nel set decisivo. A Cincinnati esce al primo turno e agli US Open rimonta due set di svantaggio a Tejmuraz Gabašvili imponendosi in 5 partite, e viene eliminato al secondo turno da Ferrer dopo essere stato in vantaggio di due set a uno. A Shenzhen, dove in singolare cede al secondo turno Miša Zverev, vince il torneo di doppio in coppia con Robert Lindstedt battendo in finale per 7–6, 6–3 Oliver Marach / Fabrice Martin. Esce al secondo turno a Pechino, dove subisce l'undicesima sconfitta in altrettanti match contro David Ferrer, e a Shanghai sconfitto da Djokovic. A Mosca raggiunge la finale battendo Berankis, Lorenzi, Ramos Viñolas e in semifinale Kohlschreiber. Nell'incontro che vale il titolo viene superato da Pablo Carreño Busta con il punteggio di 4–6, 6–3, 6–2. A fine stagione annuncia la separazione dal coach Josè Perlas per affidarsi a Franco Davín.

### 2017: quinto titolo ATP e vittoria sul nº 1 del mondo
Agli Australian Open 2017 supera Feliciano Lopez e cede al secondo turno a Benoît Paire. In Coppa Davis l'Italia supera 3–2 a Buenos Aires i campioni uscenti dell'Argentina, Fognini perde il doppio insieme a Bolelli contro Berlocq / Mayer e sconfigge Guido Pella nell'incontro decisivo. A San Paolo esce al terzo turno contro Carreño Busta, mentre al Masters 1000 di Indian Wells supera il nº 8 del mondo Jo-Wilfried Tsonga e viene sconfitto al terzo turno da Pablo Cuevas. A Miami sconfigge nell'ordine Ryan Harrison, João Sousa, Jérémy Chardy e Donald Young. Nei quarti elimina il nº 4 mondiale Kei Nishikori e raggiunge la prima semifinale disputata da un italiano in un Masters 1000 sul cemento. A negargli la finale è Rafael Nadal, che lo supera per 6–1, 7–5. Questi risultati gli consentono di risalire al 28º posto del ranking ATP, tornando tra i primi 30 dopo 11 mesi e riconquistando la leadership nella classifica dei tennisti italiani. Un problema al polso sinistro e una fascite plantare gli impediscono di disputare i quarti di finale di Coppa Davis, persi dall'Italia contro il Belgio.

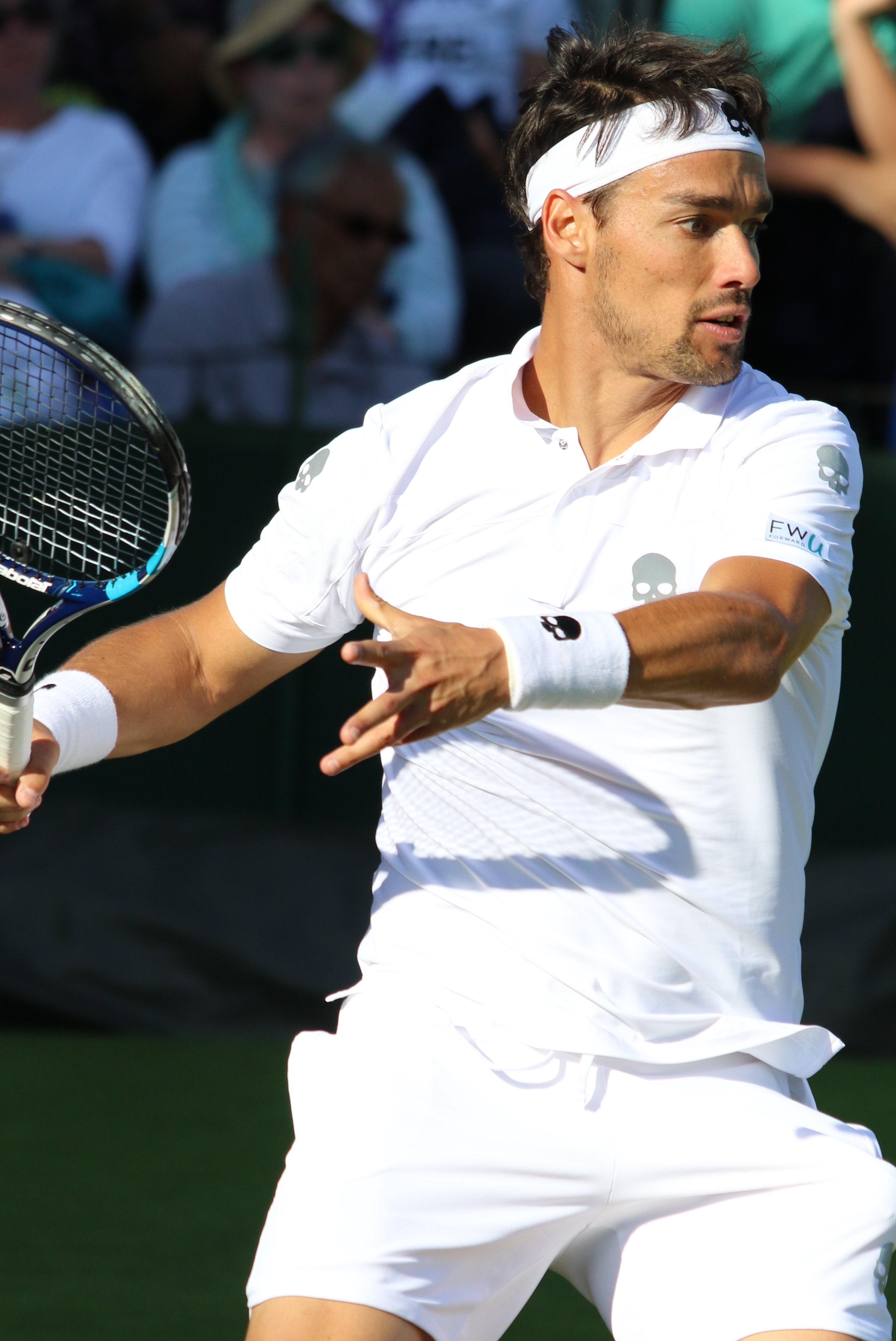
Fognini al Torneo di Wimbledon 2017

Dopo le sconfitte al primo turno nei primi tre tornei europei su terra battuta, a Madrid supera João Sousa e perde al secondo turno contro Nadal, futuro vincitore del torneo. Agli Internazionali d'Italia sconfigge Matteo Berrettini e al secondo turno il nº 1 del mondo e campione uscente Andy Murray con il punteggio di 6–2, 6–4. Al turno successivo viene superato in due set da Alexander Zverev, che si aggiudicherà il torneo. Al termine dell'incontro prende il volo per Barcellona per assistere alla nascita del figlio Federico. Al primo turno del Roland Garros batte in cinque set Frances Tiafoe, al secondo ha la meglio su Seppi e nel turno successivo cede a Stan Wawrinka. A Wimbledon batte Tursunov e Veselý, al terzo turno Andy Murray vendica la sconfitta di Roma imponendosi in quattro partite. A Umago, dove è campione uscente, viene eliminato nei quarti da Rublëv. A Gstaad supera al turno d'esordio Norbert Gombos, ha quindi la meglio su Ernests Gulbis e in semifinale contro Bautista Agut. Il 30 luglio batte in finale Yannick Hanfmann per 6–4, 7–5, conquistando il suo quinto titolo ATP. Conclude la stagione su terra a Kitzbühel, dove viene sconfitto in semifinale da Kohlschreiber.
A Cincinnati supera al primo turno Daniil Medvedev per poi perdere dal nº 8 del mondo Dominic Thiem. Sconfitto al primo turno degli US Open da Stefano Travaglia, durante l'incontro si lascia andare a un turpiloquio sessista nei confronti della giudice di sedia Louise Engzell. Viene prima multato di 24.000 dollari per condotta antisportiva, dopo qualche giorno viene espulso dal torneo di doppio, dove aveva superato due turni in coppia con Bolelli, e privato del montepremi guadagnato. A San Pietroburgo supera in semifinale Bautista Agut e perde in finale da Damir Džumhur. Nella trasferta cinese perde al secondo turno a Pechino contro Zverev e al terzo turno a Shanghai contro Nadal. L'ultimo risultato di rilievo è la semifinale raggiunta a Stoccolma, nella quale viene sconfitto da Dimitrov.

### 2018: tre titoli ATP, primo sul cemento, su quattro finali
Il primo impegno di stagione è a Sydney, dove batte Dolhopolov e nei quarti Mannarino prima di perdere in semifinale contro Daniil Medvedev. Agli Australian Open supera Horacio Zeballos, Evgenij Donskoj e al terzo turno Julien Benneteau, ed è Tomáš Berdych a porre fine al suo torneo. In febbraio contribuisce al successo dell'Italia per 3–1 in Coppa Davis contro il Giappone, aggiudicandosi entrambi i singolari e il doppio in coppia con Bolelli. All'esordio a Buenos Aires subisce la prima sconfitta in carriera contro Leonardo Mayer. A Rio de Janeiro raggiunge la semifinale e cede a Verdasco. A San Paolo batte nell'ordine João Domingues, Guillermo García López e in semifinale Pablo Cuevas. Il 4 marzo vince per in tre set la finale contro Nicolás Jarry. Sconfitto al turno d'esordio a Indian Wells, a Miami perde al terzo turno da Nick Kyrgios. Nei quarti di finale di Coppa Davis contro la Francia sconfigge Chardy, viene battuto in doppio con Bolelli e la sconfitta subita nel secondo singolare contro Pouille determina l'eliminazione dell'Italia.

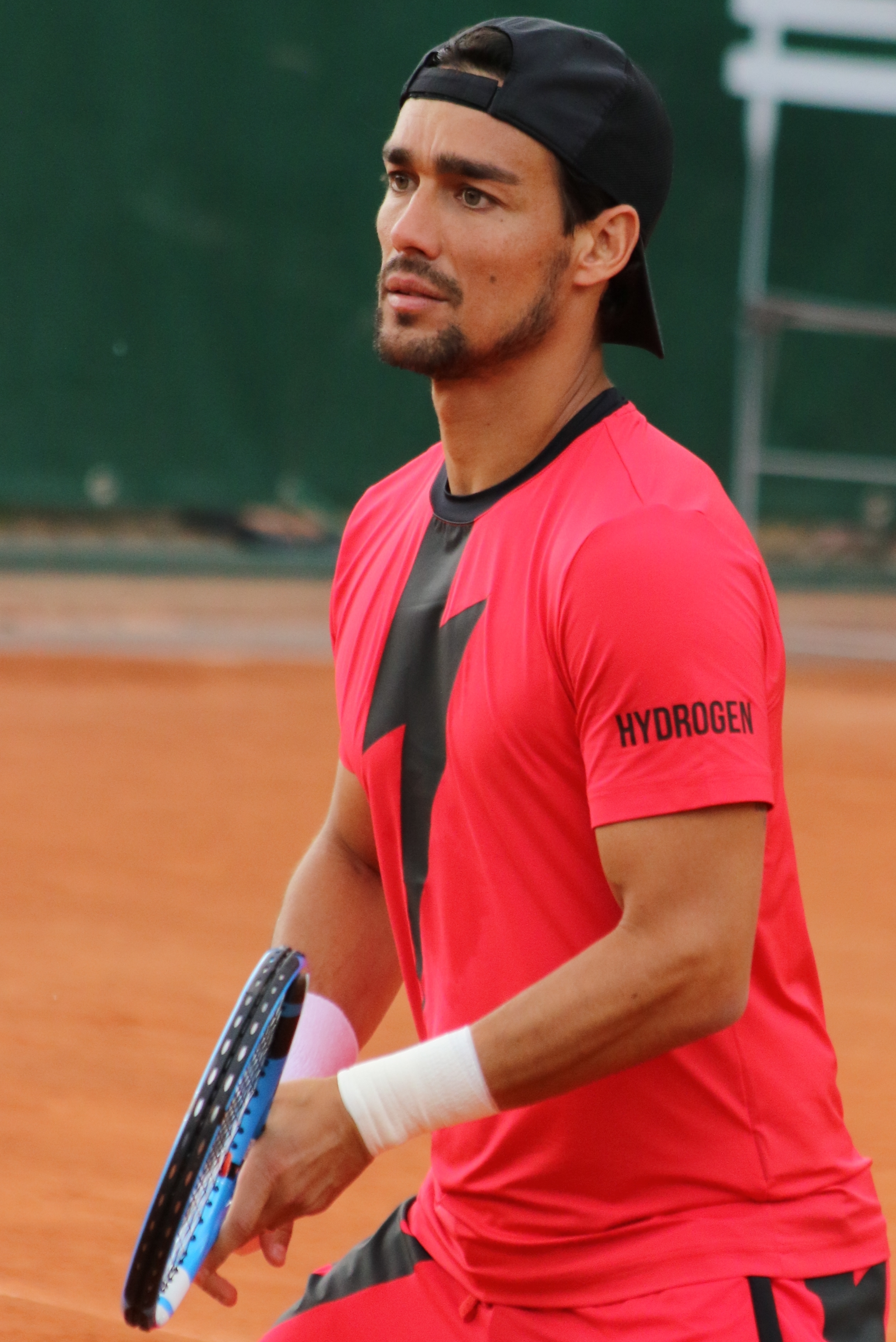
Fognini agli Open di Francia 2018

A Monte Carlo viene eliminato al secondo turno da Jan-Lennard Struff; nel torneo di doppio elimina con Bolelli le teste di serie nº 1 Łukasz Kubot / Marcelo Melo e Michael Venus / Raven Klaasen, si arrendono in semifinale al terzo set ai fratelli Bryan, futuri vincitori del torneo. Dopo le sconfitte al primo turno a Monaco e a Madrid, agli Internazionali d'Italia elimina Gaël Monfils, il nº 8 del mondo Dominic Thiem e Peter Gojowczyk, raggiungendo per la prima volta i quarti nel torneo romano, dove perde in tre set contro Nadal. La settimana successiva perde la semifinale di Ginevra contro Gojowczyk. Al Roland Garros supera Pablo Andújar, Elias Ymer e Kyle Edmund e viene eliminato da Marin Čilić dopo aver sprecato un match-point. Si prende una pausa per dolori al tendine d'Achille e rientra a Wimbledon, dove al terzo turno viene eliminato da Veselý. A Båstad supera Mikael Ymer, Federico Delbonis e in semifinale Fernando Verdasco e il 22 luglio si aggiudica il titolo superando in finale in tre set Richard Gasquet. Nel torneo di doppio perde la finale in coppia con Bolelli contro Peralta / Zeballos.
A Los Cabos supera Quentin Halys, Yoshihito Nishioka e in semifinale Cameron Norrie. Vince il primo torneo sul cemento con il successo per 6–4, 6–2 sul nº 4 del mondo Juan Martín del Potro. Esce al secondo turno a Toronto, per mano di Denis Shapovalov, e agli US Open, battuto da John Millman. A San Pietroburgo conquista il titolo in doppio con Matteo Berrettini, superando in finale per 7–6, 7–6 la coppia Roman Jebavý / Matwé Middelkoop. Raggiunge la finale a Chengdu, elimina tra gli altri Taylor Fritz e viene sconfitto in tre set da Bernard Tomić. A Pechino raggiunge la semifinale, ma una distorsione alla caviglia rimediata nell'ultimo game dei quarti contro Fucsovics lo costringe a dare forfait. Ritorna dopo due settimane a Stoccolma e perde in semifinale contro Stefanos Tsitsipas. Ai primi di novembre annuncia che dal 2019 Corrado Barazzutti affiancherà Franco Davin alla sua guida tecnica.

### 2019: vittoria a Monte Carlo e top 10
Fa il debutto stagionale a Auckland e nei quarti di finale Kohlschreiber gli concede soltanto quattro giochi. Agli Australian Open supera Jaume Munar e Leonardo Mayer, al terzo turno subisce contro Pablo Carreño Busta la sesta sconfitta in altrettante sfide disputate. Subisce tre sconfitte consecutive al primo turno nei tornei sudamericani e dopo oltre 3 anni perde il primato tra i tennisti italiani in favore di Cecchinato. Esce al primo turno anche a Indian Wells e ritorna alla vittoria a Miami, dove al terzo turno perde contro Bautista Agut. Il 21 aprile conquista il trofeo più importante in carriera vincendo il torneo di Monte Carlo. Al primo turno elimina in tre set Andrej Rublëv dopo essersi trovato in svantaggio per 4–6, 1–4 e palla dell'1–5 per il russo. Grazie al forfait di Gilles Simon accede agli ottavi e batte il nº 3 del mondo Alexander Zverev per 7–6, 6–1. Nei quarti sconfigge in rimonta il nº 13 del ranking Borna Ćorić e in semifinale prevale per 6–4, 6–2 sul nº 2 del mondo Nadal, campione in carica, undici volte vincitore del torneo e reduce da 18 incontri consecutivi vinti nel Principato, diventando il quarto tennista in grado di battere il fuoriclasse spagnolo almeno 3 volte sulla terra rossa. In finale trionfa con il punteggio di 6–3, 6–4 su Dušan Lajović malgrado un infortunio subito nelle fasi finali dell'incontro. Cinquantuno anni dopo il trionfo di Nicola Pietrangeli nell'era amatoriale, Fognini è il primo italiano a vincere il torneo di Monte Carlo nell'era Open e, dopo gli Internazionali d'Italia 1976 vinti da Adriano Panatta, il secondo italiano ad aggiudicarsi un torneo di questo livello.

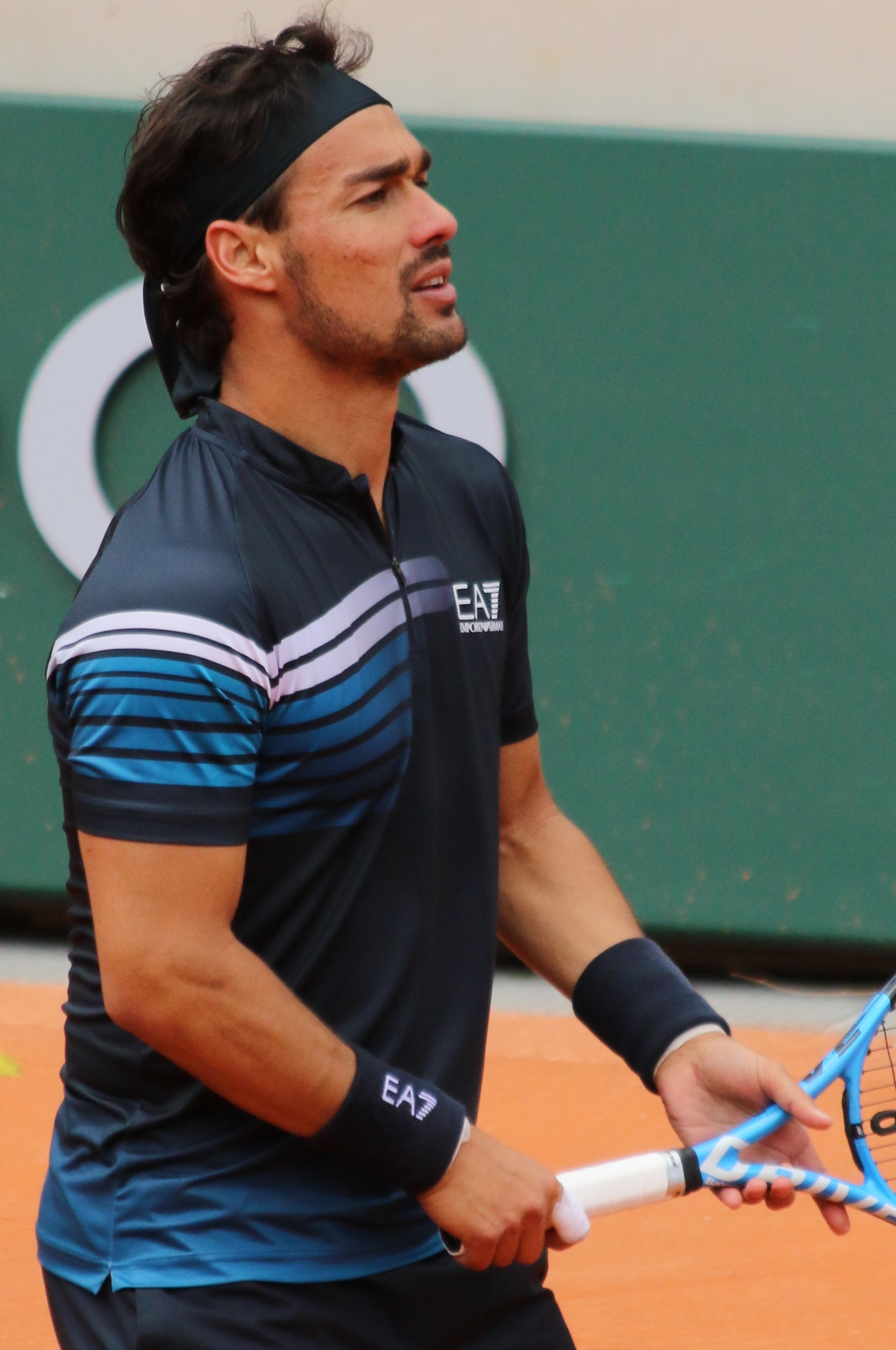
Fognini agli Open di Francia 2019

Per la prima volta in carriera raggiunge gli ottavi di finale a Madrid eliminando Kyle Edmund e John Millman. Dopo sette incontri consecutivi vinti nei Masters viene sconfitto in due partite dal nº 5 del mondo Dominic Thiem. Giunge agli ottavi anche agli Internazionali d'Italia e viene eliminato da Stefanos Tsitsipas. Al Roland Garros si spinge fino al quarto turno e a estrometterlo dal torneo è Alexander Zverev, a fine torneo sale alla 10ª posizione mondiale, diventando il tennista più anziano ad aver esordito in top 10, dove rimarrà per un totale di 9 settimane, di cui 8 consecutive. A Wimbledon elimina Frances Tiafoe e Márton Fucsovics e cede in tre set a Tennys Sandgren. Il 15 luglio si issa alla 9ª posizione del ranking ATP, la terza fino ad allora raggiunta da un italiano, dopo la 4ª di Panatta e la 7ª di Barazzutti. Un infortunio occorsogli durante il match d'esordio contro Stefano Travaglia lo costringe al ritiro a Umago e gli impedisce di difendere i punti conquistati l'anno precedente con la vittoria del torneo di Båstad, facendolo retrocedere al decimo posto mondiale. Nei quarti di finale ad Amburgo subisce contro Pablo Carreño Busta la settima sconfitta su altrettanti confronti ATP.
A Los Cabos è campione uscente, perde nei quarti di finale da Taylor Fritz ed esce dalla top 10. Raggiungendo i quarti di finale, ottiene il suo miglior risultato a Montréal; supera Tommy Paul e Adrian Mannarino e viene sconfitto in rimonta dal nº 2 del mondo Rafael Nadal, anche a causa di un fastidio al piede destro che lo costringerà a rinunciare al torneo di Cincinnati. Agli US Open subisce contro Reilly Opelka la sesta sconfitta al primo turno su 12 partecipazioni. Il 20 settembre diventa il primo italiano a disputare un incontro di Laver Cup, nella quale viene sconfitto da Jack Sock. Nello stesso mese annuncia la conclusione della collaborazione con Franco Davin. Raggiunge i quarti a Pechino, dove viene sconfitto da Karen Chačanov, e per la prima volta a Shanghai, eliminando Sam Querrey, l'ex nº 1 del mondo Andy Murray e prendendosi la rivincita al terzo turno contro il nº 9 Chačanov, prima di arrendersi nei quarti al nº 4 Daniil Medvedev, futuro vincitore del torneo. Le sconfitte al primo turno negli ultimi tornei stagionali gli precludono la possibilità di accedere alle ATP Finals. Chiude la fase finale di Coppa Davis, che si svolge con il nuovo formato, con un bilancio di due vittorie e due sconfitte e l'Italia chiude all'ultimo posto nel girone vinto dal Canada. Termina il 2019 alla 12ª posizione del ranking, la migliore mai raggiunta a fine stagione. L'8 dicembre annuncia che a partire dal 2020 Corrado Barazzutti sarà il suo nuovo capo allenatore.

### 2020: ottavi di finale agli Australian Open e operazione alle caviglie
Prende parte alla prima edizione dell'ATP Cup e viene sconfitto da Daniil Medvedev e Casper Ruud. I successi in doppio insieme a Bolelli sulla coppia norvegese e quello su John Isner non sono sufficienti a evitare l'eliminazione degli "azzurri". Esce al primo turno a Auckland mentre agli Australian Open supera Reilly Opelka dopo essere stato in svantaggio di due set, Jordan Thompson e al terzo turno Guido Pella e al quarto turno cede a Tennys Sandgren. A Rotterdam si arrende al primo turno a Chačanov, mentre nella sfida di Coppa Davis contro la Corea del Sud vince il primo singolare e garantisce la qualificazione degli "azzurri" vincendo il doppio con Bolelli. Subito dopo ha inizio la lunga pausa che il tennis mondiale osserva per la pandemia di COVID-19, durante la quale si fa operare in artroscopia a entrambe le caviglie.
La convalescenza lo costringe a saltare gli US Open, al rientro a inizio settembre è testa di serie nº 1 a Kitzbühel e perde al primo incontro dal qualificato Marc-Andrea Hüsler, che gli concede solo tre giochi. Anche ai successivi Internazionali d'Italia esce al primo incontro e il primo successo dopo il rientro arriva al primo turno di Amburgo con la vittoria su Philipp Kohlschreiber, a cui fa seguito la dura sconfitta patita contro Casper Ruud. Esce al primo turno anche al Roland Garros e al Sardegna Open perde l'incontro al primo turno del torneo di doppio in coppia con Lorenzo Musetti, al termine del quale viene trovato positivo al test del COVID-19 e chiude in anticipo la stagione. Il 23 novembre annuncia che il suo nuovo capo allenatore sarà Alberto Mancini.

### 2021: finale di ATP Cup e discesa nel ranking
Inizia il 2021 al torneo di Adalia ed esce al secondo turno per mano di Jérémy Chardy. All'ATP Cup, dopo il primo incontro perso contro Dennis Novak vince tutti gli incontri eliminatori disputati e l'Italia arriva in finale, dove raccoglie soltanto tre giochi contro Andrej Rublëv e la Russia si impone per 2–0 e conquista la seconda edizione del torneo. Agli Australian Open supera nell'ordine Pierre-Hugues Herbert, Salvatore Caruso e Alex de Minaur, e negli ottavi di finale viene sconfitto dal nº 2 del mondo Rafael Nadal. Rientra alle gare dopo quasi un mese di stop e nella trasferta americana non va oltre il secondo turno ad Acapulco e a Miami. Eliminato al primo turno a Marbella, a Monte Carlo non conferma il titolo vinto nell'ultima edizione ed esce nei quarti con la terza sconfitta su altrettante sfide contro Casper Ruud. Grazie ai nuovi regolamenti ATP in relazione al COVID-19, perde solo 500 dei 1000 punti guadagnati nel 2019 e retrocede alla 27ª posizione nel ranking, uscendo dalla top 20 dopo oltre 3 anni di permanenza. A Monte Carlo viene eliminato nei quarti anche in doppio, assieme a Diego Schwartzman. Nei quattro tornei successivi, compresi i Masters 1000 di Madrid e Roma, non va mai oltre il secondo turno. Ci riesce al Roland Garros, dove perde al terzo turno contro Delbonis. Esce al terzo turno anche a Wimbledon, sconfitto dal nº 7 del mondo Andrej Rublëv.
Ai Giochi olimpici di Tokyo viene sconfitto al terzo turno da Daniil Medvedev. Torna a mettersi in luce in doppio a Cincinnati raggiungendo la semifinale con Marcelo Arévalo e vengono sconfitti da Marcel Granollers / Horacio Zeballos. Negli ultimi 5 tornei stagionali, tra cui gli US Open, esce al primo turno in singolare a eccezione di Indian Wells, dove viene eliminato al secondo turno e arriva nei quarti di finale in doppio assieme a Lorenzo Sonego. Nella fase finale di Coppa Davis viene schierato solo in doppio e perde tutti e tre gli incontri disputati contro grandi interpreti della specialità. I primi due li gioca nel round-robin a risultato già acquisito dall'Italia nelle sfide contro Stati Uniti e Colombia, il terzo lo vede soccombere in coppia con Sinner ai numeri 1 e 2 del mondo Mate Pavić / Nikola Mektic e risulta decisivo nella sfida dei quarti persa contro la Croazia. Chiude la stagione alla 37ª posizione nel ranking di singolare, la peggiore dal marzo 2017.

### 2022: due titoli ATP in doppio

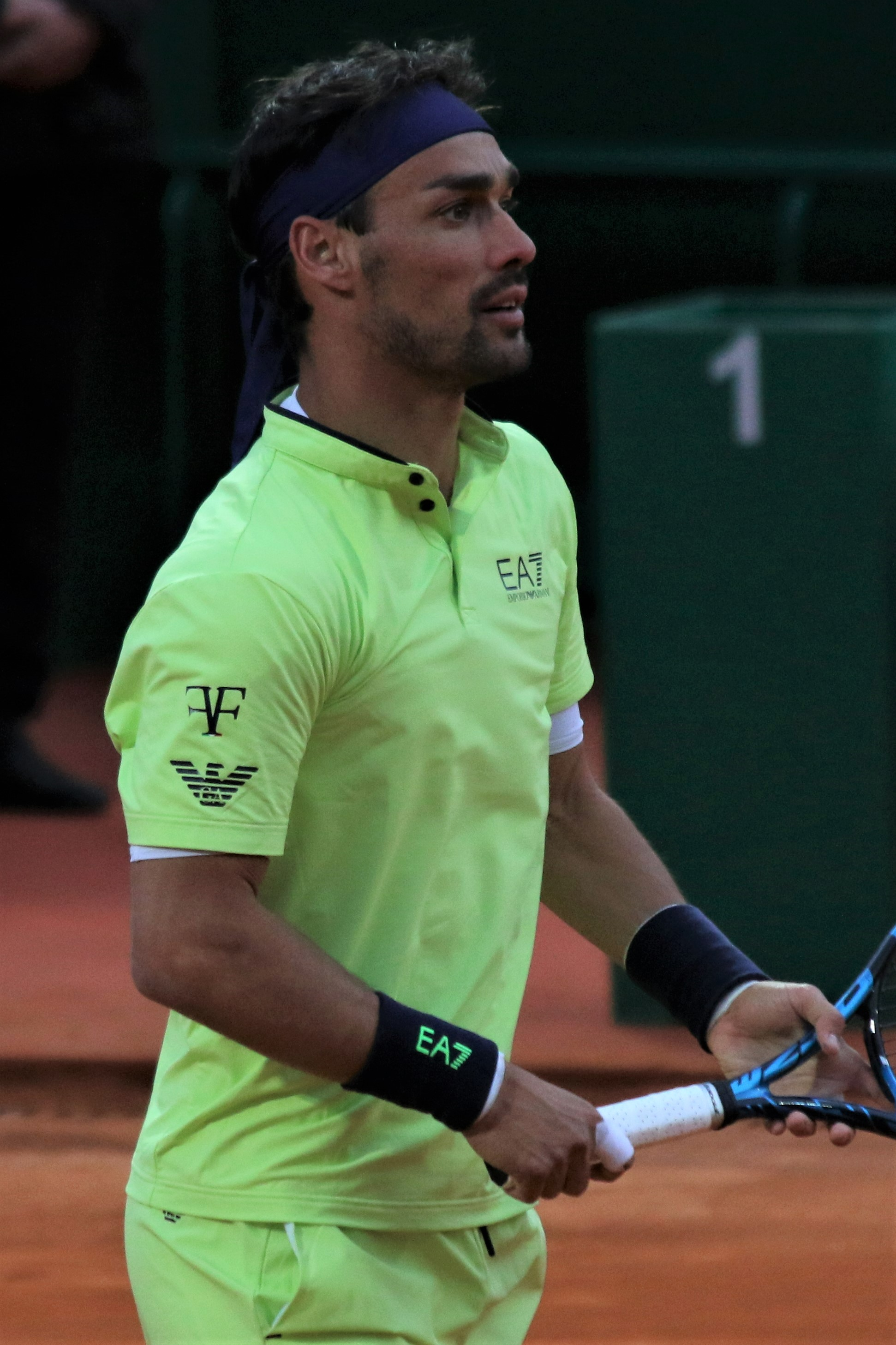
Fognini al Monte Carlo Masters 2022

Fa il suo esordio stagionale a Sydney, dove torna a vincere un incontro in singolare e viene eliminato al secondo turno. Nel torneo di doppio raggiunge con Bolelli la sua sedicesima finale ATP di specialità, e vengono sconfitti dalle teste di serie nº 3 John Peers / Filip Polášek. Agli Australian Open esce al primo turno in singolare, mentre in doppio con Bolelli perdono nei quarti di finale dalle teste di serie nº 2 Rajeev Ram / Joe Salisbury, dopo aver eliminato gli specialisti Ivan Dodig / Marcelo Melo e Jamie Murray / Bruno Soares. Arriva in finale in doppio anche a Buenos Aires e nell'ATP 500 di Rio de Janeiro. Perde la prima in coppia con Horacio Zeballos e vince la seconda insieme a Bolelli, battendo nuovamente Murray / Soares, e rientra nella top 50 di doppio. Nel torneo brasiliano raggiunge la semifinale in singolare, la prima dopo il successo a Monte Carlo, ed eguaglia con 391 incontri vinti nel circuito ATP il record di Adriano Panatta. Viene sconfitto da Carlos Alcaraz che si aggiudicherà il titolo. Anche a Miami si mette in luce in doppio arrivando con Bolelli in semifinale, eliminando tra gli altri le teste di serie nº 4 Filip Polášek / John Peers e perdendo al terzo set contro Wesley Koolhof / Neal Skupski, mentre in singolare viene eliminato al terzo turno da Nick Kyrgios.
A Monte Carlo deve difendere 500 dei punti guadagnati con la vittoria nel 2019, al secondo turno raccoglie solo tre giochi contro il campione uscente Stefanos Tsitsipas e a fine torneo scende alla 62ª posizione mondiale in singolare, la peggiore dall'agosto 2012. Risale subito alla 50ª arrivando in semifinale al Serbia Open, persa contro Rublëv. Eliminato al primo turno al Madrid Open e al secondo agli Internazionali d'Italia, nel torneo di doppio a Roma raggiunge la semifinale con Bolelli e vengono sconfitti da Nikola Mektić / Mate Pavić, futuri vincitori del titolo. Al Roland Garros si ritira durante il match di secondo turno, mentre a Wimbledon esce all'esordio. A Båstad raggiunge la finale di doppio con Bolelli e perdono da Rafael Matos / David Vega Hernández per 11–13 nel set decisivo. Due settimane più tardi, sempre insieme a Bolelli, vince il titolo a Umago con una rimonta in finale su Lloyd Glasspool / Harri Heliövaara, che nel secondo set non trasformano 8 match-point, di cui 6 consecutivi dopo essere stati avanti 6–0 nel tie-break.
Esce al secondo turno a Cincinnati, a Winston-Salem e agli US Open, dove batte Aslan Karacev rimontando due set di svantaggio e viene sconfitto in rimonta da Rafael Nadal. In doppio viene eliminato con Bolelli al terzo turno da Joe Salisbury / Rajeev Ram. Anche negli ultimi tornei stagionali non supera il secondo turno in singolare, mentre con Bolelli vince due dei tre incontri disputati nel round-robin della fase finale di Coppa Davis, tra cui quello contro Mektić / Pavić. L'unico risultato di rilievo della coppia italiana verso fine stagione è la semifinale raggiunta a Sofia e vedono sfumare la possibilità di prendere parte alle ATP Finals 2022, anche se Fognini risale alla 23ª posizione nel ranking di doppio.

### 2023: un titolo ATP in doppio, un Challenger in singolare e uscita dalla top 100
Nei primi due tornei stagionali, tra cui gli Australian Open, viene eliminato al primo turno sia in singolare sia in doppio. Insieme a Simone Bolelli, a febbraio torna a vincere un titolo ATP in doppio a Buenos Aires, senza perdere alcun set, battendo in finale Nicolás Barrientos / Ariel Behar. Vince il primo incontro stagionale in singolare a Rio de Janeiro, per poi lasciare il passo al nº 2 del mondo Carlos Alcaraz in tre set. 
L'unico altro risultato positivo della prima parte della stagione sono i quarti di finale raggiunti in doppio con Bolelli al Masters 1000 di Indian Wells, dove cedono in due set a John Isner / Jack Sock.
Vince il secondo incontro stagionale all'esordio in singolare all'Estoril prima di perdere contro Marco Cecchinato, anche a causa di un infortunio alla caviglia che lo costringerà poi a rinunciare al Monte Carlo Masters. Il 17 aprile esce dalla top 100, nella quale si trovava dal 20 aprile 2009, ovvero da 708 settimane consecutive, record per il tennis italiano. Rientra a giocare dopo oltre un mese agli Internazionali d'Italia dove raggiunge il terzo turno con i successi su Andy Murray e Miomir Kecmanović, prima di cedere in due set al futuro finalista Holger Rune. In doppio viene sconfitto al secondo turno con Bolelli dai numeri 1 del mondo Koolhof / Slupski. Al primo turno del Roland Garros sconfigge in tre set il nº 10 del mondo Félix Auger-Aliassime prima di essere eliminato al terzo turno da Sebastian Ofner, mentre in doppio con Bolelli non supera il secondo turno.
A fine luglio torna a giocare un torneo Challenger dopo oltre 11 anni allo Zug Open dove centra la semifinale. Fa meglio al Challenger 125 di Genova giocando la finale contro Thiago Seyboth Wild. Torna a disputare una semifinale del circuito ATP a Metz, vincendo su Seyboth Wild, Bublik e Sonego. A novembre supera Bautista Agut nella finale del Challenger di Valencia, tornando a vincere un torneo in questa categoria a distanza di 13 anni, e a oltre 4 anni dall'ultimo titolo in singolare conseguito con il trionfo a Monte Carlo. Durante il successivo Challenger di Maia è costretto al ritiro prima del secondo turno a causa di un infortunio al polpaccio. Chiude la stagione alla 107ª posizione della classifica mondiale di singolare.

### 2024: terzo turno a Wimbledon, un titolo Challenger e rientro in top 70
Nel gennaio 2024 viene annunciato che Fognini entra a far parte dello Schiavone Team Lab, l'accademia di tennis fondata da Francesca Schiavone, per essere seguito dalla stessa Schiavone e, soprattutto, da Filippo Baldi. Nonostante i risultati negativi di inizio stagione, a marzo rientra nella top 100. Torna a giocare un quarto di finale ATP a Marrakech dopo aver eliminato la testa di serie nº 1 Laslo Đere, risultato con cui risale alla 94ª posizione. Riceve una wild card che gli permette di disputare per il sedicesimo anno consecutivo gli Internazionali d'Italia, in cui sconfigge al primo turno Evans prima di essere battuto in due set da Fritz.
Al secondo turno del Challenger di Torino e del Roland Garros viene eliminato, mentre a Wimbledon supera il nº 8 del mondo Casper Ruud, raggiungendo il terzo turno per la settima volta in carriera, in cui cede a Roberto Bautista Agut in cinque set. A Umago perde al secondo turno contro Tseng Chun-hsin ed eguaglia il record di 808 incontri giocati nel circuito maggiore da Seppi. Dopo la semifinale disputata al Challenger di San Marino risale alla 69ª posizione mondiale, la migliore dal febbraio 2023. Perde all'esordio agli US Open, raggiunge il secondo turno allo Shanghai Masters e chiude la stagione al 91º posto dopo aver vinto il Montemar Challenger battendo in finale Lukas Neumayer.

### 2025: match contro Alcaraz a Wimbledon e annuncio del ritiro
All'esordio stagionale si infortuna a un piede al primo incontro di qualificazione dell'Adelaide International. Dopo aver dato forfait all'Australian Open rientra in campo a marzo collezionando una sola vittoria in cinque tornei (al nuovo Challenger 175 di Cop Cana su Schoolkate in rimonta). A Madrid torna a superare le qualificazioni ed esce al primo turno contro Djere. Nei successivi cinque tornei, tra i quali il Roland Garros, vince un solo incontro al Challenger di Torino. A maggio annuncia che l'edizione 2025 degli Internazionali d'Italia sarà l'ultima a cui partecipa, anticipando il prossimo ritiro dalle competizioni.
Al primo turno di Wimbledon gioca il suo ultimo incontro da professionista e mette in seria difficoltà il n° 2 al mondo e campione in carica delle ultime due edizioni Carlos Alcaraz, che si impone solo al quinto set dopo oltre quattro ore e mezza di gioco. Dopo questa grande prestazione Fognini rimane a Londra e 9 giorni dopo, il 9 luglio, annuncia a Wimbledon il suo ritiro dall'agonismo.

## Caratteristiche tecniche
Predilige il gioco da fondo campo, disponendo di un diritto e di un rovescio bimane molto solidi, ma si caratterizza per le improvvise accelerazioni e giocate in anticipo con cui riesce a chiudere lo scambio o a creare i presupposti per avanzare a rete. Il suo colpo meno incisivo è il servizio, avendo una bassa percentuale di ace anche sulle superfici più veloci. Giocatore tanto talentuoso quanto a volte umorale (lasciandosi andare a imprecazioni e battibecchi) dispone di ottima sensibilità nei colpi di volo, soprattutto lo "schiaffo", ed è molto abile nell'eseguire millimetriche palle corte simulando prima i più canonici colpi a rimbalzo. Un'altra sua peculiarità è la grande velocità di piedi con cui riesce quasi sempre a recuperare sulle palle corte giocate dal suo avversario.

## Controversie
Nel 2019 durante il terzo turno di Wimbledon, giocato contro Tennys Sandgren sul campo n.14, lamentandosi della superficie a suo dire causa di rimbalzi anomali, sbottò in imprecazioni giungendo ad augurare lo scoppio di una bomba sui campi suddetti, di cui successivamente si scusò, giungendo anzi nel 2024 a definire Wimbledon il "migliore degli Slam".
Nel 2022 durante un'intervista dichiarò che non avrebbe guardato gli incontri di tennis in tv o comprato un biglietto per vedere la Next Gen di tennisti coevi, ritenendo il loro gioco troppo basato su "servizio a bomba e diritto".

## Statistiche

### Singolare

#### Vittorie (9)
| Legenda              |
| Grande Slam (0)      |
| ATP Finals (0)       |
| ATP Masters 1000 (1) |
| ATP Tour 500 (1)     |
| ATP Tour 250 (7)     |

| N. | Data            | Torneo                           | Superficie      | Avversario in finale  | Punteggio        |
| 1. | 14 luglio 2013  | Stuttgart Open, Stoccarda        | Terra rossa     | Philipp Kohlschreiber | 5–7, 6–4, 6–4    |
| 2. | 21 luglio 2013  | Hamburg European Open, Amburgo   | Terra rossa     | Federico Delbonis     | 4–6, 7–6(8), 6–2 |
| 3. | 9 febbraio 2014 | Chile Open, Viña del Mar         | Terra rossa     | Leonardo Mayer        | 6–2, 6–4         |
| 4. | 24 luglio 2016  | Croatia Open Umag, Umago         | Terra rossa     | Andrej Martin         | 6–4, 6–1         |
| 5. | 30 luglio 2017  | Swiss Open Gstaad, Gstaad        | Terra rossa     | Yannick Hanfmann      | 6–4, 7–5         |
| 6. | 4 marzo 2018    | Brasil Open, San Paolo           | Terra rossa (i) | Nicolás Jarry         | 1–6, 6–1, 6–4    |
| 7. | 22 luglio 2018  | Swedish Open, Båstad             | Terra rossa     | Richard Gasquet       | 6–3, 3–6, 6–1    |
| 8. | 4 agosto 2018   | Los Cabos Open, Los Cabos        | Cemento         | Juan Martín del Potro | 6–4, 6–2         |
| 9. | 21 aprile 2019  | Monte Carlo Masters, Monte Carlo | Terra rossa     | Dušan Lajović         | 6–3, 6–4         |

#### Finali perse (10)
| Legenda              |
| Grande Slam (0)      |
| ATP Finals (0)       |
| ATP Masters 1000 (0) |
| ATP Tour 500 (2)     |
| ATP Tour 250 (8)     |

| N.  | Data              | Torneo                                                 | Superficie  | Avversario in finale | Punteggio        |
| 1.  | 29 aprile 2012    | Romanian Open, Bucarest                                | Terra rossa | Gilles Simon         | 4–6, 3–6         |
| 2.  | 23 settembre 2012 | St. Petersburg Open, San Pietroburgo                   | Cemento (i) | Martin Kližan        | 2–6, 3–6         |
| 3.  | 28 luglio 2013    | Croatia Open Umag, Umago                               | Terra rossa | Tommy Robredo        | 0–6, 3–6         |
| 4.  | 16 febbraio 2014  | Argentina Open, Buenos Aires                           | Terra rossa | David Ferrer         | 4–6, 3–6         |
| 5.  | 4 maggio 2014     | Internazionali di Tennis di Baviera, Monaco di Baviera | Terra rossa | Martin Kližan        | 6–2, 1–6, 2–6    |
| 6.  | 22 febbraio 2015  | Rio Open, Rio de Janeiro                               | Terra rossa | David Ferrer         | 2–6, 3–6         |
| 7.  | 2 agosto 2015     | Hamburg European Open, Amburgo                         | Terra rossa | Rafael Nadal         | 5–7, 5–7         |
| 8.  | 23 ottobre 2016   | Kremlin Cup, Mosca                                     | Cemento (i) | Pablo Carreño Busta  | 6–4, 3–6, 2–6    |
| 9.  | 24 settembre 2017 | St. Petersburg Open, San Pietroburgo (2)               | Cemento (i) | Damir Džumhur        | 6–3, 4–6, 2–6    |
| 10. | 30 settembre 2018 | Chengdu Open, Chengdu                                  | Cemento     | Bernard Tomić        | 1–6, 6–3, 6(7)–7 |

### Doppio

#### Vittorie (8)
| Legenda              |
| Grande Slam (1)      |
| ATP Finals (0)       |
| ATP Masters 1000 (0) |
| ATP Tour 500 (1)     |
| ATP Tour 250 (6)     |

| N. | Data              | Torneo                               | Superficie  | Compagno          | Avversari in finale                 | Punteggio           |
| 1. | 30 luglio 2011    | Croatia Open Umag, Umago             | Terra rossa | Simone Bolelli    | Marin Čilić Lovro Zovko             | 6–3, 5–7, [10–7]    |
| 2. | 24 febbraio 2013  | Argentina Open, Buenos Aires         | Terra rossa | Simone Bolelli    | Nicholas Monroe Simon Stadler       | 6–3, 6–2            |
| 3. | 31 gennaio 2015   | Australian Open, Melbourne           | Cemento     | Simone Bolelli    | Pierre–Hugues Herbert Nicolas Mahut | 6–4, 6–4            |
| 4. | 2 ottobre 2016    | Shenzhen Open, Shenzhen              | Cemento     | Robert Lindstedt  | Oliver Marach Fabrice Martin        | 7–6(4), 6–3         |
| 5. | 23 settembre 2018 | St. Petersburg Open, San Pietroburgo | Cemento (i) | Matteo Berrettini | Roman Jebavý Matwé Middelkoop       | 7–6(6), 7–6(4)      |
| 6. | 20 febbraio 2022  | Rio Open, Rio de Janeiro             | Terra rossa | Simone Bolelli    | Jamie Murray Bruno Soares           | 7–5, 6(2)–7, [10–6] |
| 7. | 30 luglio 2022    | Croatia Open Umag, Umago             | Terra rossa | Simone Bolelli    | Lloyd Glasspool Harri Heliövaara    | 5–7, 7–6(6), [10–7] |
| 8. | 19 febbraio 2023  | Argentina Open, Buenos Aires         | Terra rossa | Simone Bolelli    | Nicolás Barrientos Ariel Behar      | 6–2, 6–4            |

#### Finali perse (12)
| Legenda              |
| Grande Slam (0)      |
| ATP Finals (0)       |
| ATP Masters 1000 (3) |
| ATP Tour 500 (3)     |
| ATP Tour 250 (6)     |

| N.  | Data             | Torneo                                  | Superficie  | Compagno          | Avversari in finale               | Punteggio           |
| 1.  | 19 luglio 2008   | Croatia Open Umag, Umago                | Terra rossa | Carlos Berlocq    | Michal Mertiňák Petr Pála         | 6–2, 3–6, [5–10]    |
| 2.  | 26 febbraio 2010 | Abierto Mexicano de Tenis, Acapulco     | Terra rossa | Potito Starace    | Łukasz Kubot Oliver Marach        | 0–6, 0–6            |
| 3.  | 14 aprile 2012   | Grand Prix Hassan II, Casablanca        | Terra rossa | Daniele Bracciali | Dustin Brown Paul Hanley          | 5–7, 3–6            |
| 4.  | 2 marzo 2013     | Abierto Mexicano de Tenis, Acapulco (2) | Terra rossa | Simone Bolelli    | Łukasz Kubot David Marrero        | 5–7, 2–6            |
| 5.  | 6 ottobre 2013   | China Open, Pechino                     | Cemento     | Andreas Seppi     | Maks Mirny Horia Tecău            | 4–6, 2–6            |
| 6.  | 21 marzo 2015    | Indian Wells Open, Indian Wells         | Cemento     | Simone Bolelli    | Jack Sock Vasek Pospisil          | 4–6, 7–6(3), [7–10] |
| 7.  | 19 aprile 2015   | Monte Carlo Masters, Monte Carlo        | Terra rossa | Simone Bolelli    | Bob Bryan Mike Bryan              | 6(3)–7, 1–6         |
| 8.  | 18 ottobre 2015  | Shanghai Masters, Shanghai              | Cemento     | Simone Bolelli    | Marcelo Melo Raven Klaasen        | 3–6, 3–6            |
| 9.  | 22 luglio 2018   | Swedish Open, Båstad                    | Terra rossa | Simone Bolelli    | Julio Peralta Horacio Zeballos    | 3–6, 4–6            |
| 10. | 15 gennaio 2022  | Sydney International, Sydney            | Cemento     | Simone Bolelli    | John Peers Filip Polášek          | 5–7, 5–7            |
| 11. | 13 febbraio 2022 | Argentina Open, Buenos Aires            | Terra rossa | Horacio Zeballos  | Santiago González Andrés Molteni  | 1–6, 1–6            |
| 12. | 17 luglio 2022   | Swedish Open, Båstad                    | Terra rossa | Simone Bolelli    | Rafael Matos David Vega Hernández | 4–6, 6–3, [11–13]   |